# The Golden Age (fumetto)
The Golden Age è una miniserie di quattro numeri del 1993 pubblicata dalla DC Comics sotto l'etichetta Elseworlds dello scrittore James Robinson e dell'artista Paul Smith. La storia riguarda l'entrata dei supereroi della Golden Age della DC Comics negli anni cinquanta e come affrontarono l'avvento del Maccartismo.

## Trama
La serie si apre mostrando vari eroi della Golden Age a vita ritirata dopo la seconda guerra mondiale. I membri della Justice Society of America e dell'All-Star Squadron erano in pensione. Tex Thompson, l'ex Americommando, ritornò in patria dall'Europa come un eroe di guerra, e utilizzò la sua fama per intraprendere la carriera politica, e venendo così eletto come Senatore. Quindi reclutò numerosi ex eroi per creare un nuovo gruppo di eroi per gli anni '50. Il gruppo incluse Robert Crane (Robotman), che era in procinto di perdere il senso di etica umana, Atomo e Johnny Thunder, entrambi alla ricerca di un posto in cui insediarsi, e Dan the Dyna-Mite (Daniel Dunbar), che si sentì perso dopo la morte del suo mentore TNT. Thompson supervisionò numerosi esperimenti su Dunbar che lo cambiarono nell'incredibilmente potente Dynaman.
Altri eroi in pensione soffrivano di altri problemi. L'udienza di McCarthy fece sì che Lanterna Verde fosse ricattato a causa del suo lavoro come capo di una compagnia dei media. Johnny Quick e Liberty Belle si erano sposati e avevano divorziato. Quick ora era un reporter televisivo mentre Bell si vedeva con il giornalista John Law (ex Tarantula). Starman soffriva di crisi di nervi dopo aver capito che le sue ricerche nell'energia cosmica aiutarono allo sviluppo della bomba atomica. Capitan Trionfo (Lance Gallant) andò in pensione e cercò di condurre una vita normale, anche se il fantasma di suo fratello gli metteva pressione per farlo ridiventare eroe. Hourman stava combattendo, e soffrendo, della dipendenza causata dal Miraclo, la pillola che gli donava i suoi poteri.
L'eroe Manhunter (Paul Kirk), anche lui tornato in patria dall'Europa, soffriva di perdita di memoria ed era perseguitato da alcuni strani uomini. Si incontrò con l'ex spalla di Thompson, Fatman, e si nascose mentre veniva a patti con i propri demoni. Infine, i due andarono alla ricerca dell'aiuto di Hawkman, che aiutò Manhunter a recuperare i suoi ricordi. Questi celavano un segreto oscuro che Thompson stava cercando di nascondere: durante gli ultimi giorni della guerra, il criminale Ultra-Humanite, che lavorava come scienziato per Hitler a Dachau, trasferì il suo cervello nel corpo di Thompson.
Mentre Manhunter recuperava i suoi ricordi, l'aiuto e amante di Thompson, Joan Dale, ex Miss America scoprì il suo diario personale. Preoccupata dal comportamento sempre più strano di Thompson e Dunbar, portò il diario dall'ex ladra Paula Brooks, anche nota come Tigress, per forzarne la serratura e leggerne il contenuto. I due, insieme a Gallant (che Brooks frequentava), non solo scoprirono che Thompson in realtà era Ultra-Humanite, ma anche che egli aveva effettuato un ulteriore scambio di cervelli, inserendo quello di Hitler nel corpo di Dunbar. I tre chiamarono Johnny Quick per informarlo del contenuto del diario e, poco dopo, anche Carter Hall lo chiamò per le rivelazioni avute da Manhunter. Tutto ciò mise in atto il palco per un finale esplosivo e tragico a Washington.
Mentre Miss America tentò di rivelare la verità su Tex Thompson e Dynaman agli altri eroi, fu uccisa da Robotman, che era al corrente di tutto ma a cui non importava niente dei segreti di Tex e Dynaman. Atomo fu infine convinto da Hourman che Tex e Dynaman erano malvagi. Johnny Thunder, sempre sotto gli effetti del "sogno" di Thompson e accecato dal desiderio di mettere radici da qualche parte ordinò a Yz, il suo Thunderbolt di uccidere Hourman. Inizialmente, Yz obbedì all'ordine ma fu poi preso diviso a metà tra l'obbedire al suo padrone e i suoi standard morali, cosa che lo portò ad un profondo crollo e a fuggire gridando, andandosene (forse per sempre) lasciando Thunder scioccato, inorridito e preso dalla colpa. Mentre Dynaman rivelava di persona di voler procedere uccidendo numerosi eroi inclusi Tarantula, la Bomba Umana, Sportmaster (un criminale riformato), Doll Man e Red Bee, così come il disabile Dottor Mid-Nite distruggendone gli occhialoni che lo aiutavano a vedere alla luce del giorno e Hawkman strappandogli le ali. Thompson si batté con Manhunter, che spezzò il collo di Thompson dopo essere volati entrambi giù da una finestra. Lance Gallant e Robotman si batterono e si uccisero a vicenda. Dynaman fu ucciso quando Liberty Belle lo trapassò al busto con ciò che restava dell'asta cosmica di Starman. Riuscì a farlo dopo che Dynaman venne distratto da Adam Blake, alias Capitan Comet, un giovane eroe che si unì agli altri nel combattimento.
Nonostante le numerose ferite e morti, gli eroi uscirono trionfanti. Le ultime pagine mostrarono Manhunter in ripresa e di ritorno in Africa (scomparve nel 1951); Paula si diede ad una vita di crimine dopo essere diventata pazza a causa della sua presenza durante la morte di Lance; Ted Knight si riprese e si sposò; Al Pratt cambiò e divenne più serio dopo l'incidente, in contrasto con Johnny Thunder che "non cambiò più"; Johnny Quick e Liberty Belle si riconciliarono, e Quick guardò vanti verso "una nuova era, pura come l'argento". L'ultima pagina è una pagina di saluto in cui furono mostrati Capitan Comet e numerosi altri eroi della Silver Age come King Faraday, Martian Manhunter, i Challengers of the Unknown, la Doom Patrol, Freccia Verde, Elongated Man, Aquaman e Adam Strange, così come i successori, quali Hal Jordan (il successore di Alan Scott come Lanterna Verde), Ray Palmer (il successore di Al Pratt come Atomo), Cliff Steele (il successore di Rober Crane come Robotman e membro della Doom Patrol), e Barry Allen (il successore di Jay Garrick come Flash). Altri eroi come Metamorpho, Animal Man, Creeper, Falco e Colomba furono mostrati parzialmente a causa delle limitate dimensioni della pagina.

## Continuità
The Golden Age si ambienta al di fuori della normale continuità dell'Universo DC e fu pubblicata sotto l'etichetta Elseworlds. Nonostante ciò, lo scrittore James Robinson incorporò degli elementi dalla serie nella sua serie Starman. In aggiunta, alcuni elementi della miniserie furono utilizzati dallo scrittore Geoff Johns nella storia JSA, portando alcuni elementi della storia nella continuità (incluso l'aiuto di Starman nella costruzione della bomba atomica, l'editto di McCarthy che bandì la Justice Society of America - anche se una variazione di ciò comparve nel numero finale della serie della JSA in Adventure Comics nel 1979). Gli elementi più particolari che sono fuori dalla continuità sono i destini di Dan the Dyna-Mite (che nella continuità DC divenne un membro della "Old Justice", una squadra che combatté contro la Young Justice), di Tarantula (che comparve nelle pagine della serie Nightwing) e di Miss America (che comparve nella serie Combattenti per la Libertà).

## Raccolte
La serie fu raccolta come unico volume nel 1995. Una nuova ristampa di questo volume fu pubblicato nel 2005, con il nuovo titolo di JSA: The Golden Age.

## Ricezione critica e premi
Lo scrittore Geoff Johns accreditò il lavoro di James Robinson su questo fumetto come la scintilla che accese il suo amore per i personaggi al suo interno, e della sua decisione di accettare di divenire lo scrittore della serie JSA nel 2000.

### Premi
- 1994: Nominato all'Eisner Award come "Migliore Serie Completa".